# Yadong
Yadong (en tibetano, གྲོ་མོ་རྫོང; wylie, gro mo rdzong, en chino, 亚东县; pinyin, Yàdōng xiàn) es un condado bajo la administración directa de la Prefectura Shigatse en la Región autónoma del Tíbet, República Popular China. Su área es 4240 km² y su población total para 2010 fue cercana a los 15 mil habitantes.

## Administración
El condado de Yadong se divide en 7 pueblos que se administran en 2 poblados y 5 villas.